# Valentinita
La valentinita es un mineral óxido de composición Sb2O3. Fue descubierto en 1845 en una mina de Allemond en la región de Auvernia-Ródano-Alpes (Francia), siendo nombrado así en honor del alquimista alemán Basilius Valentinus, que descubrió las propiedades del antimonio. Sinónimos poco usados para este mineral son antimonio blanco, antimonofilita y exitelita.

## Propiedades
La valentinita es un mineral transparente, incoloro o de color blanco, gris claro o amarillo claro. Con luz transmitida es también incoloro. Presenta brillo adamantino o perlado. Es quebradizo y blando (dureza entre 2,5 y 3 en la escala de Mohs) con una densidad de 5,76 g/cm³.
Es soluble en ácido clorhídrico.
Cristaliza en el sistema ortorrómbico, clase dipiramidal. Es dimorfo con la senarmontita, de igual fórmula química pero que cristaliza en el sistema cúbico.
Además de antimonio (cuyo contenido es del 84%), suele llevar como impureza arsénico.

## Morfología y formación
La valentinita forma cristales prismáticos a lo largo de [001], menos frecuentemente a lo largo de [100], aplanados en {010}; su tamaño puede alcanzar los 2 cm.
En otras ocasiones constituye agregados en forma de abanico o estrellados. Puede también tener hábito laminar, columnar, granular o masivo.
Se forma como producto de la alteración de varios minerales del antimonio en la zona de oxidación de yacimientos de antimonio hidrotermales.
Suele encontrarse asociado a otros minerales como estibina, antimonio nativo, estibiconita, cervantita, quermesita o tetraedrita.
Puede ser extraído en las minas como mena de este importante metal.

## Yacimientos

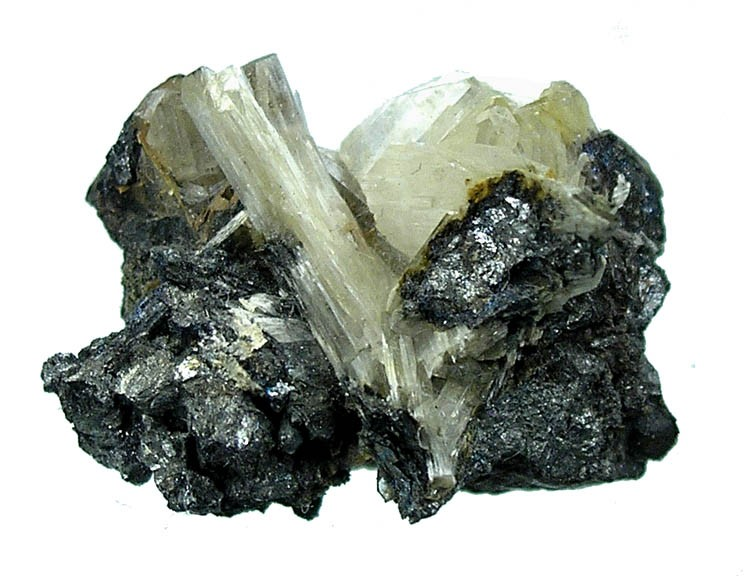
Valentinita sobre galena. Procedencia: mina Colavi (Potosí, Bolivia)

Francia cuenta con numerosos depósitos de este mineral: además de la localidad tipo, en la mina Les Chalanches (Allemond, Auvernia-Ródano-Alpes), cabe reseñar los de Laz (Bretaña), Villé y Stosswihr (Gran Este), Etagnac y Glandon (Nueva Aquitania), y La Chapelle-en-Valgaudémar (Provenza-Alpes-Costa Azul).
Otros enclaves que albergan buen material están en Bräunsdorf (Sajonia, Alemania), Pernek (Bratislava, Eslovaquia), Baia Sprie (Maramureș, Rumanía) y la mina Vojtěch (Příbram, República Checa).
En España hay valentinita en Aguarón y Ateca (Zaragoza), Lanzuela (Teruel), Salas (Asturias) y Riaño (León).